# Vlagtwedde (dorp)
Vlagtwedde is een dorp in de gemeente Westerwolde, gelegen in de gelijknamige streek in het zuidoosten van de Nederlandse provincie Groningen. Het dorp heeft ongeveer 2.200 inwoners.

## Geschiedenis
Vlagtwedde is ontstaan op een van de zandruggen die in het voormalige Boertangermoor lag, ten noorden van twee meanders in de Ruiten Aa. 
Het behoort met Wedde en Onstwedde tot de oudste dorpen in de landstreek Westerwolde. In de 10e eeuw vestigden zich hier de eerste boeren. In de loop van de tijd ontstonden hieruit het dorp en verschillende essen. Vlagtwedde was een van de vijf kerspelen van Westerwolde. De huidige kerk van Vlagtwedde is gebouwd in de 13e eeuw. In de kerk werd recht gesproken. De gerechtplaats lag tot 1789 ten westen van de begraafplaats van Veele.
Het dorp komt voor als Vlachwede op een aanvulling van een (12e-eeuwse) lijst van kerken van de (9e-eeuwse) Abdij van Corvey uit 1316. De naam betekent "kreupelhout" of "dooreengestrengeld bos".
De aanwezigheid van de veldnaam Oldarp ten westen van het dorp aan de Ruiten Aa lijkt erop te wijzen dat er op of nabij deze plek in de vroege middeleeuwen een later verdwenen dorp (wüstung) is geweest. Hiervan zijn echter geen archeologische resten gevonden. In de middeleeuwen ontstonden vanuit het dorp de gehuchten Ellersinghuizen, Jipsinghuizen, Veele, Vlagtwedder-Velthuis, Weende en Wollinghuizen. Vlagtwedder-Velthuis viel hiervan als enige onder de in de 13e eeuw opgerichte marke van Vlagtwedde. Deze marke bestond uit 26 erven met elk 4 waardelen in de marke. In 1653 werd een stuk van de marke afgesplitst voor de nieuwe marke van Bourtange.
In de 16e eeuw telde het dorp 40 tot 50 woningen, waaronder 18 erven. De rest bestond uit keuters. Ook stond er een molen. In 1829 was het aantal woningen gegroeid tot 77.
In de 18e eeuw werden de eerste gronden van de marke verdeeld, gevolgd door nog een deel in 1828. In 1882 volgde de rest. De gronden werden vervolgens ontgonnen, waarbij verschillende nieuwe gehuchten ontstonden, zoals Barlage, Hebrecht, Poldert, Stobben en Weite. Bij een grote ruilverkaveling tussen 1960 en 1976 werd het voormalige kleinschalige markegebied ten westen van Vlagtwedde volledig gerationaliseerd in grote egale blokken met rechte sloten en verharde wegen. Ook de Ruiten Aa ter plaatse werd gekanaliseerd, maar deze werd later weer gehermeanderd.
Bij de invoering van gemeentes op het platteland in 1811 werd Vlagtwedde een gemeente. In 1822 werd de oude gemeente samengevoegd met Bourtange tot een nieuwe gemeente Vlagtwedde. Het dorp was tot 1889 de hoofdplaats van deze gemeente. Omdat Sellingen echter meer centraal in de gemeente lag, is het gemeentehuis toen naar dat dorp verplaatst. In 2018 werd de gemeente opgeheven.
Na de Tweede Wereldoorlog werd het dorp sterk uitgebreid met nieuwe woningen.
Tussen 1991 en 1994 werd tussen Vlagtwedde en Barlage Parc Emslanderneer aangelegd. In 2003 werd ten noorden daarvan een groot golfterrein aangelegd. 

## Voorzieningen
Het dorp Vlagtwedde heeft een centrumfunctie voor het centrale deel van de gemeente Westerwolde. Zo heeft het twee basisscholen, te weten een openbare basisschool O.B.S. De Clockeslach en een christelijke basisschool C.B.S. De Zaaier. Deze zijn sinds 2008 in de multifunctionele accommodatie 't Aambeeld gevestigd tezamen met een vestiging van de muziekschool Zuid-Groningen, de stichting Rzijn en de peuterspeelzaal 't Hummelhoeske. De oude SNS Bank is sinds 2012 een jongerencentrum en draagt de naam "Bthere".
Het dorp heeft een redelijk uitgebreid winkelbestand: een bakkerij,een juwelier, een drogisterij, een kledingwinkel etc. Verder is er een aantal horecagelegenheden: enkele kroegen, een discotheek ("De schutstal") en verschillende restaurants.
In de directe omgeving van Vlagtwedde ligt een groot recreatiepark, Parc Emslandermeer, met diverse voorzieningen, waaronder een haven, een overdekt zwembad en een golfbaan die ook door niet-bewoners van het park gebruikt kunnen worden.

## Sport
Vlagtwedde heeft een aantal sportverenigingen. Zo kan er gevoetbald worden bij de  VV Westerwolde, terwijl volleyballen en gymnastieken mogelijk is bij VSV '74 in Sporthal "Westerwolde". Daarnaast kan er gegolfd worden op de golfbaan van golfclub Westerwolde nabij zwembad "Parc Emslandermeer", waar zich ook een tweetal tennisbanen bevinden. Sportschool "de Winakker" is gevestigd midden in het dorp.

## Evenementen
- Op een landbouwterrein aan de westkant van Vlagtwedde wordt om het jaar een landbouwbeurs gehouden.
- Jaarlijks in de derde week van de bouwvak wordt er een feestweek gehouden, deze draagt de naam "Week der Besten". De naam slaat op de vele recordpogingen die in de beginjaren werden georganiseerd.

## Geboren in Vlagtwedde
- Gerard Schipper (1948-2025), wielrenner
- Derk-Elsko Bruins (1923 - Gerolstein 1986), SS'er en zakenman

## Woonachtig geweest in Vlagtwedde
- Jan Beijering (Buinen 1922 - Blijham 2012), SS'er en horecaondernemer
- Henk Bleker (Onstwedde 1953), politicus (CDA)
- Arjan Wiegers (Winschoten 1989), voetballer